# Tenzin Legshé
Tenzin Legshé (17e eeuw) was een Tibetaans geestelijke.
Hij was in 1638 de zesendertigste Ganden tripa en daarmee de hoofdabt van het klooster Ganden en hoogste geestelijke van de gelugtraditie in het Tibetaans boeddhisme. Zijn voorganger, Könchog Chöpel, bekleedde het ambt tot in 1637 en zijn opvolger, Gedün Rinchen Gyaltsen, trad in functie in 1638.
Tenzin Legshé werd in de 16e eeuw geboren in Kongpo in het zuidoosten van Tibet. Op zeer jonge leeftijd werd hij toegelaten tot het Dagpo klooster.
Aangenomen wordt dat hij daar een basisopleiding voor het kloosterleven als boeddhistisch monnik volgde. Vervolgens schreef Tenzin Legshé zich in bij het Gyume-college in Lhasa waar hij tantra studeerde en bovendien gebruikelijke onderwerpen als grammatica, dichtkunst en filosofie, die ertoe bijdroegen dat hij een geleerde werd.
Na afronding van zijn studies diende Tenzin Legshé zeven jaar als abt van het Gyume Tantrisch College, waarna hij zeven jaar abt werd aan het Jangtse-College van het Gandenklooster.
In 1638 werd hij benoemd tot de 36e Ganden tripa. Kort daarna ontstond er een conflict tussen de Jangtse- en Shartse-colleges van het Gandenklooster. Het lijkt erop dat vertegenwoordigers van Shartse de dominantie hadden verkregen na het bestuur van het klooster onder hun controle te brengen. Ze legden daarbij ook beslag op de "Gouden Troon", dat is de positie van Ganden tripa. Als gevolg daarvan vluchtte Trichen Tenzin Legshé, afkomstig uit het Jangtse-college, naar Pelbar in Kham. Hij is waarschijnlijk slechts enkele maanden Ganden tripa geweest omdat bekend is dat zijn opvolger in hetzelfde jaar aantrad. Omdat er echter ook bronnen zijn die aangeven dat hij zes jaar dienst deed, van 1632 tot 1637, is hierover geen zekerheid. 
Tot het aantreden van de 36e Ganden tripa werd de post afwisselend bekleed door iemand van Jangtse en van Shartse, maar de termijn was niet bepaald. Als gevolg van dit conflict besloot de Tsang Depa Gyalpo, de wereldlijk bestuurder van Tsang, de termijn vast te stellen op zeven jaar.
Verdere informatie, en zijn datum van overlijden na zijn vlucht naar Kham, zijn niet bekend.